# Cartelera Turia
Cartelera Turia és una publicació valenciana en forma de cartellera d'espectacles. Conté diverses seccions i continguts dedicats a crítica cinematogràfica i teatral, articles d'opinió, actualitat, entrevistes, guia gastronòmica, ressenyes de llibres, televisió, esports, etc.
La revista va nàixer a València al gener del 1964, i d'aleshores ençà s'ha publicat setmanalment de manera ininterrompuda. Va començar com un projecte cultural promogut per joves universitaris, un grup d'intel·lectuals que va buscar la manera d'intervenir culturalment en la societat valenciana i va trobar una solució tan original com eficaç en un mitjà tradicionalment menyspreat com és una cartellera d'espectacles. Va ser dirigida successivament per Salvador Chanzá, Pilar Izquierdo, José Vanaclocha i Vicent Vergara. La seua crítica punyent de la política cultural franquista li comportà freqüents i greus conflictes administratius i judicials amb les autoritats del règim i amb l'extrema dreta, que es produïren fins i tot durant la transició democràtica, quan la derogació de la llei Fraga va possibilitar a la revista un posicionament polític clarament esquerrà.
La revista atorga des del 1992 els Premis Turia, concedits a persones del món de la cultura i l'espectacle.